# Аргентинская самба
Аргентинская са́мба, или самба (исп. zamba) — традиционный аргентинский ритм и жанр музыки, а также парный фольклорный танец северных провинций Аргентины.
Основные музыкальные инструменты — гитара и бомбо легуэро; вокал. Ритм аргентинской самбы — полиритмия, сочетающая размеры 3/4 и 6/8.
По сравнению с чакарерой более медленный и романтичный танец. Для выражения эмоций танцоры используют небольшие лёгкие платки.
7 апреля в Аргентине отмечают национальный день самбы (Día Nacional de la Zamba).

## Происхождение
Аргентинская самба начинает свою историю в первой половине XIX века. Музыковеды сходятся во мнении, что она произошла от перуанского ритма самакуэ́ка (исп. zamacueca). В Аргентине, Чили и Боливии самакуэка стала родоначальницей разных музыкально-танцевальных стилей, в том числе cueca и marinera.
Продвигаясь на юг, изначально быстрая и игривая музыка самакуэки замедлилась и приобрела более лиричный характер, а в северо-западных провинциях Аргентины (Сальта, Тукуман, Катамарка) окончательно оформилась в самостоятельный жанр — аргентинскую самбу. Именно Тукуман аргентинцы называют «колыбелью» медленной романтичной самбы.

## Музыкальная структура
Типичная песня в жанре аргентинской самбы состоит из двух одинаковых по структуре частей, каждая из которых содержит три блока по 12 тактов, соответствующих трём строфам текста. Третья строфа обычно повторяется в обеих частях и может рассматриваться как припев. Таким образом, половина самбы представляет собой последовательность:
вступление — первый куплет — второй куплет — припев
Каждая строфа состоит из шести строк. С точки зрения музыкальной интонации, первые две строки содержат «вопрос», в третьей и четвёртой звучит «ответ», который затем повторяется в пятой и шестой строках (чисто инструментальный повтор или повтор текста). В современных аранжировках это правило может не соблюдаться.

## Хореография
Аргентинская самба относится к социальным танцам. Её танцуют в независимых парах без физического контакта между партнёрами, для выражения эмоций может быть использован лёгкий платок.
Считается, что самба символизирует романтическое ухаживание и завоевание женщины мужчиной, однако её можно танцевать и с друзьями, и с родителями, и с маленькими детьми (характер танца будет меняться).

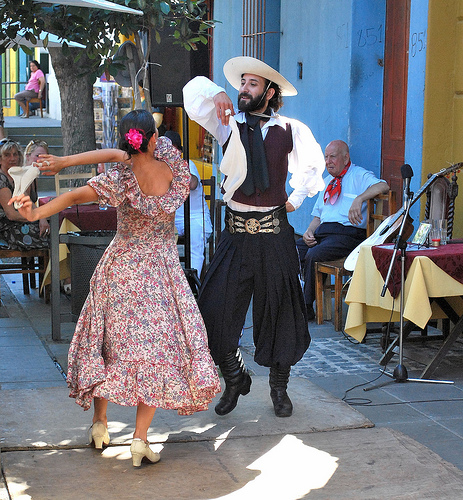
Аргентинская самба

### Шаги самбы
Простой шаг (исп. paso caminado) — обычный шаг в сильную долю. Существует также разновидность основного шага, совершаемого в слабую долю.
Самба-шаг (исп. sobrepaso) — с учётом движения по окружности скорее представляет собой серию боковых шагов:

— шаг левой ногой в акцентированную долю с одновременным переносом веса (получается крест, левая нога перед правой),

— шаг в сторону правой ногой, которая принимает вес тела для перехода в следующий шаг.
Существует разновидность самба-шага «с точкой» (исп. con punteo, punteado), когда после шага левой ногой добавляется короткий быстрый удар носком правой ноги позади левой.
Следующий самба-шаг начинается с той же ноги, что и предыдущий.
Эту последовательность движений также можно выполнить в другую сторону, начиная с правой ноги.
В один такт музыки укладывается два шага.

### Основные фигуры
Большая часть фигур выполняется по округлой траектории, при этом в пространстве пары можно условно выделить большой (внешний) и малый (внутренний) круг.
1. Вуэ́льта, или вуэ́льта энте́ра (исп. vuelta entera): движение по внешнему кругу против часовой стрелки за 8 тактов (16 шагов). За 8 простых шагов танцоры проходят половину окружности и меняются местами, следующие 4 (простых или самба-шага) — продолжают круговое движение, за последние 4 (как правило, самба-шаги) — приближаются к центру и приходят во внутренний круг.
2. Арре́сто, или арре́сто си́мпле (исп. arresto simple): 4 самба-шага с правой ноги по внутреннему кругу, далее танцоры меняют направление и за 4 самба-шага с левой ноги возвращаются на первоначальную позицию (на внешний круг). Фигура длится 4 такта.
3. Ме́диа вуэ́льта (исп. media vuelta): 4 простых шага по внешнему кругу и 4 самба-шага по направлению к центру, так чтобы прийти во внутренний круг. Фигура на 4 такта.
4. Арре́сто до́бле (исп. arresto doble): по 4 самба-шага в каждую сторону по внутреннему кругу, серия повторяется дважды. За последние 4 шага необходимо выйти из малого круга и прийти на место партнёра. Длительность фигуры — 8 тактов (16 шагов).
5. Ме́диа вуэ́льта фина́ль и коронация (исп. media vuelta final y coronación): партнёры меняются местами за 4 самба-шага (два такта), после чего делают три простых шага по направлению друг к другу и встречаются в центре. Мужчина символически коронует женщину, опуская двумя руками платок позади её головы.

### Использование платка
Аргентинская самба предполагает отсутствие физического контакта между партнёрами, однако они могут взаимодействовать и выражать чувства и эмоции с помощью взглядов и платков. Именно контакт взглядов делает самбу таким проникновенным танцем, а платки позволяют отказать партнёру, спрятаться, поманить или завоевать.
Чаще танцор держит платок в правой руке, для выполнения некоторых движений сложенный треугольником платок берут двумя руками за противоположные углы.
Как правило, в конце первой части самбы женщина прячется за платком от ухаживаний мужчины. В финале, если партнёрша хочет показать взаимность, она кладёт свой платок на левое плечо мужчины или подносит к его лицу. Мужчина может сделать то же самое или «короновать» женщину, символически обнимая.
Некоторые традиционные движения:
- Revoleo («полёт, порхание») — летящее движение платка вокруг запястья по траектории в виде восьмёрки. Этот жест часто используется для выражения сильных эмоций.
- Hogar («очаг») — платок заводится за спину на уровне пояса.
- Закручивание натянутого треугольником платка. Этот жест трактуется по-разному: по одной из версий[2], мужчина вращает платок по направлению к себе и таким образом «зовёт» партнёршу, а она обратным движением может показать нежелание приближаться; по другой[3], закручивание платка от себя означает «посылаю поцелуй», к себе — «принимаю».

### Схема самбы
Одна из традиционных схем самбы выглядит следующим образом.
- Вводная часть (вступление)

Пара занимает место на танцполе, партнёры располагаются друг напротив друга на некотором расстоянии. Один из музыкантов может обозначить начало мелодии, выкрикнув фразу «¡Se va la primera!» (можно перевести как «начинается первая») или просто «¡Primera!» («первая»), возможны также другие варианты. Перед началом куплета часто звучит призыв «¡Adentro!» («внутрь»), который является сигналом как для певца о вступлении вокальной партии, так и для танцоров о начале движения.

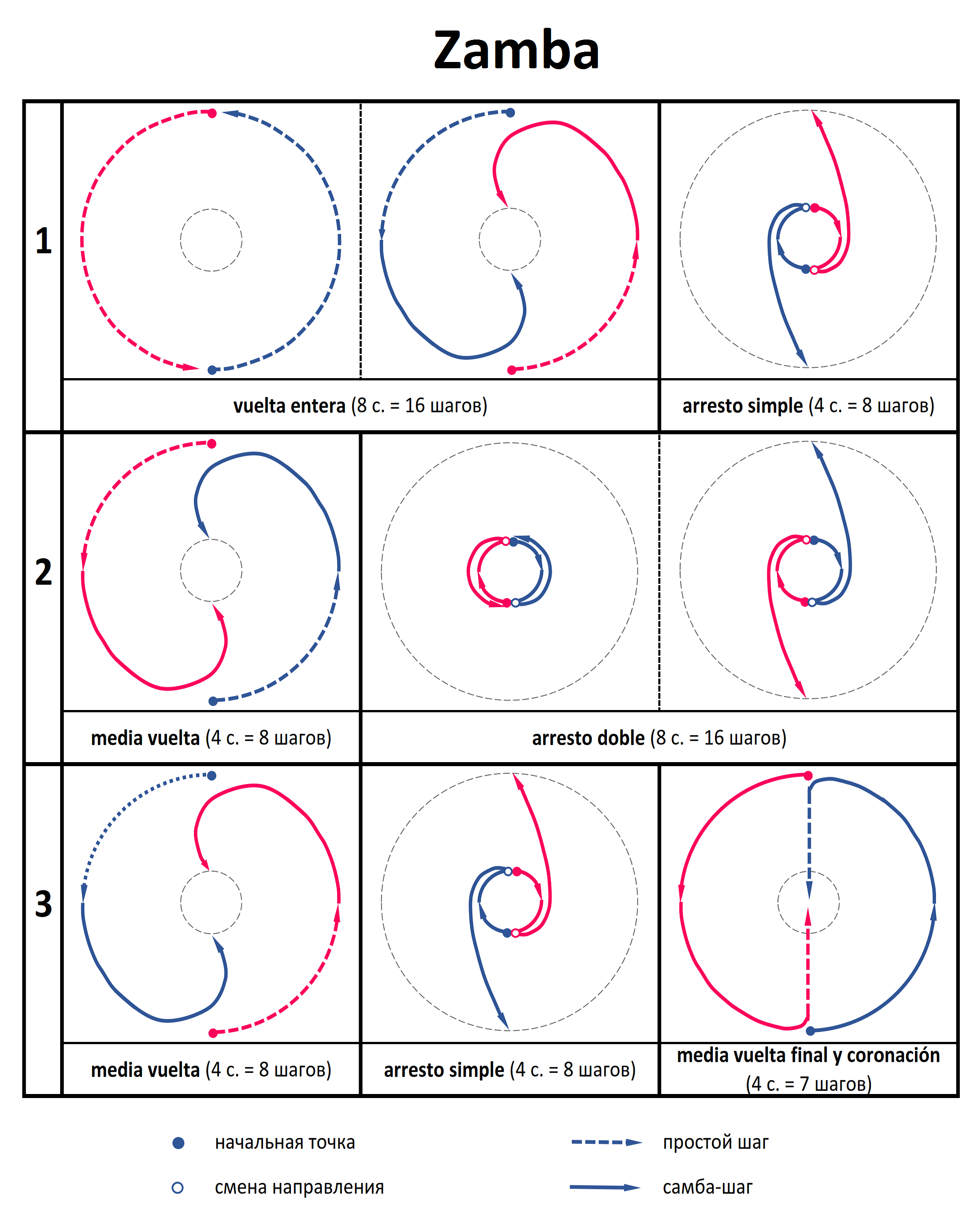
Схема аргентинской самбы

- Последовательность фигур

Первый куплет:

Vuelta entera — 8 счётов (тактов)
Arresto simple — 4 счёта
Второй куплет:

Media vuelta — 4 счёта
Arresto doble — 8 счётов
Припев:

Media vuelta — 4 счёта
Arresto simple — 4 счёта
Media vuelta final y coronación — 4 счёта
На этом первая половина песни заканчивается и начинается вступление ко второй части, которая также может быть отмечена музыкантами криком «¡Segunda!» («вторая»). Танцоры выдерживают паузу, после чего мужчина провожает женщину на место, с которого начинал танец в первой части, и отходит на аналогичное расстояние (таким образом оказываясь в точке, которую ранее занимала его партнёрша).
Вторая половина песни танцуется по той же схеме, но партнёры теперь находятся с противоположных сторон.

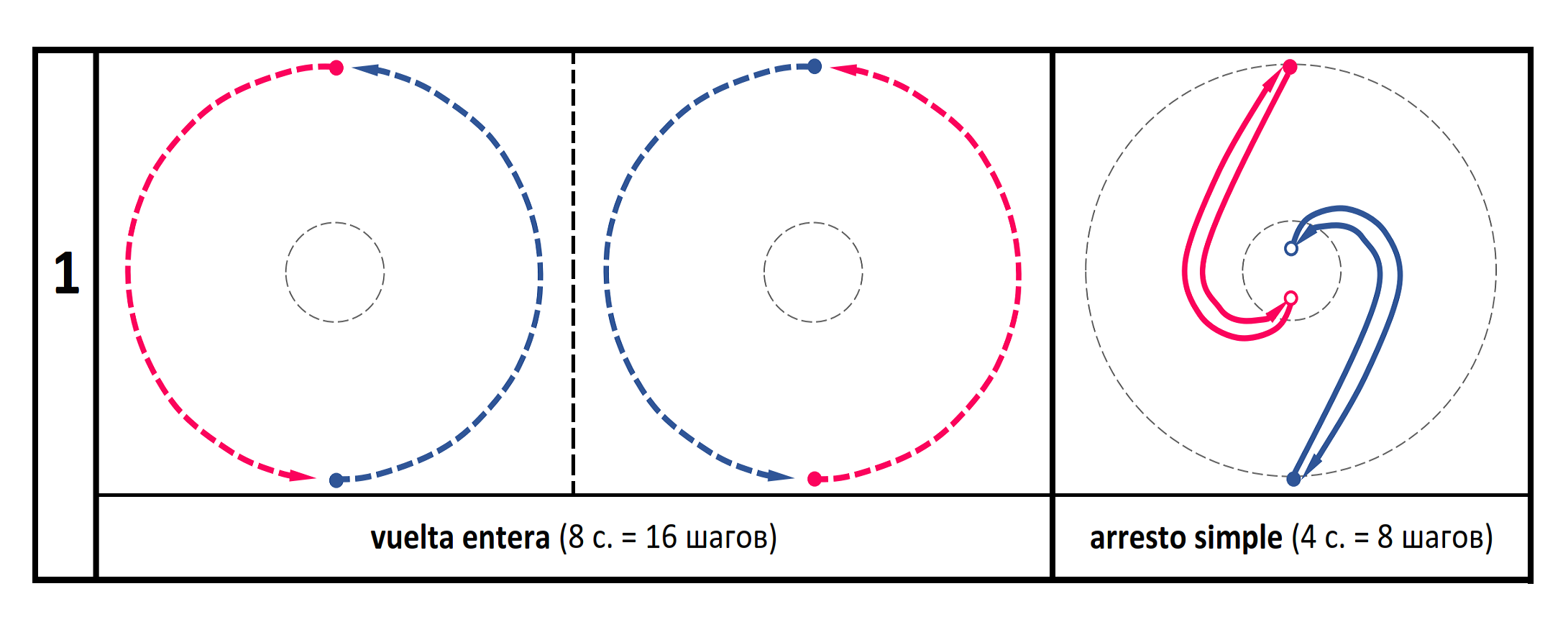
Другой вариант схемы аргентинской самбы (фрагмент)

Хореография может варьироваться и оставляет место для импровизации.
Ещё одна часто встречающаяся схема основана на той же последовательности движений, но фигуры в первом блоке имеют несколько другой вид:
— Vuelta entera: танцоры проходят простым шагом полный большой круг против часовой стрелки за 8 тактов (16 шагов);

— Arresto simple: партнёры по спиралевидной траектории сближаются за 4 самба-шага с левой ноги и встречаются в центре. После этого они меняют направление и за 4 самба-шага с правой ноги расходятся, возвращаясь на своё место. Вся фигура длится 4 такта.

## Самба карпера
Самба карпе́ра (исп. zamba carpera) — разновидность аргентинской самбы, родиной которой считается провинция Сальта. Название происходит от слова carpa — местное название больших ярмарочных палаток, которые устанавливаются во время карнавалов.
В отличие от медленной лиричной самбы, типичной для Тукумана, карпера имеет более быстрый ритм и праздничное настроение, а танец носит скорее шутливый характер.

## Самба алегре
Самба але́гре (исп. zamba alegre — «весёлая, радостная») — фольклорный танец, произошедший от аргентинской самбы. Самба алегре была распространена в центральном регионе Аргентины.
Автор музыки неизвестен, одна из наиболее знаменитых версий была записана в 1916 году музыкантом и исследователем аргентинского фольклора Андресом Часарретой (Andrés Chazarreta). Первоначально композиция La Zamba alegre была инструментальной, позже участники группы Los Hermanos Ábalos написали к ней слова и выпустили версию с вокалом (альбом «Nuestras danzas Vol. 1», 1952 г.).
Танец представляет собой комбинацию аргентинской самбы и га́то. В первом и третьем блоке выполняются движения самбы с использованием платка. Во втором блоке характер музыки меняется, танцоры убирают платки (в традиционном варианте — забрасывают на левое плечо) и танцуют фигуры гато.

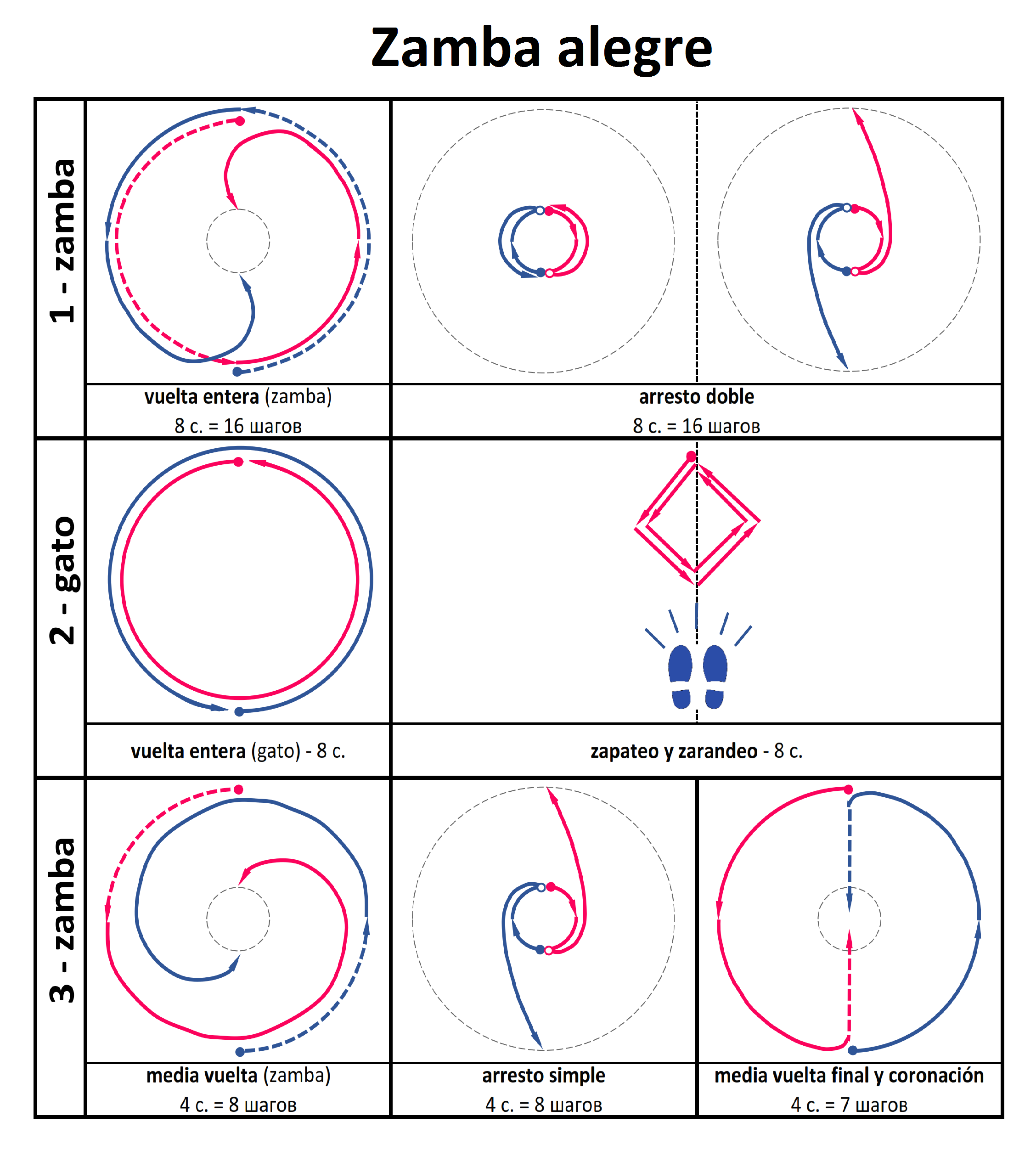
Схема самбы алегре
Zamba:

Vuelta entera — 8 счётов
Arresto doble — 8 счётов
Gato:

Vuelta entera — 8 счётов
Zapateo y zarandeo — 8 счётов
Zamba:

Media vuelta — 4 счёта
Arresto simple — 4 счёта
Media vuelta final y coronación — 4 счёта